# Anne Tønnessen
Anne Tønnessen, född den 18 mars 1974 i Flekkefjord, Norge, är en norsk före detta fotbollsspelare.
Hon ingick i det norska lag som tog OS-guld i damernas turnering i samband med de olympiska fotbollstävlingarna 2000 i Sydney.